# Primato-festő
A Primato-festő az i. e. 4. század második felében Dél-Itáliában, Lukániában alkotó görög vázafestő volt. Pontos születési és halálozási dátuma nem ismert, és mivel nem szignálta alkotásait neve sem maradt ránk. A Primato-festő nevet egy olasz folyóiratról kapta amiben egyik vázáját publikálták. A késői lukániai vörösalakos vázafestészet utolsó jelentősebb alkotója volt, A nápolyi 1959 festője és a Roccanova-festő kortársa. 
Korai munkáin szembetűnő a Lükorgosz-festő erőteljes hatása aki nem sokkal a század közepe előtt egy virágzó apuliai műhely élén állt. Elképzelhető, hogy a Primato-festő ennek a Lükorgosz-festőnek a tanítványa volt mielőtt Lukániába költözött (talán Anziba vagy Armentóba) és ott alapított műhelyt. Ezután vázáin a korábbi munkáiból kölcsönzött témákat és figurákat ismételte. Ezek egyre távolodtak a korai mintáktól, míg végül teljesen sablonossá váltak és nélkülöztek minden művészi értéket. Munkáin végigkövethető a folyamat ahogy egy alapjában véve tehetséges festő elszigetelődik és egy idő után már nem törődik alkotásai színvonalával. 

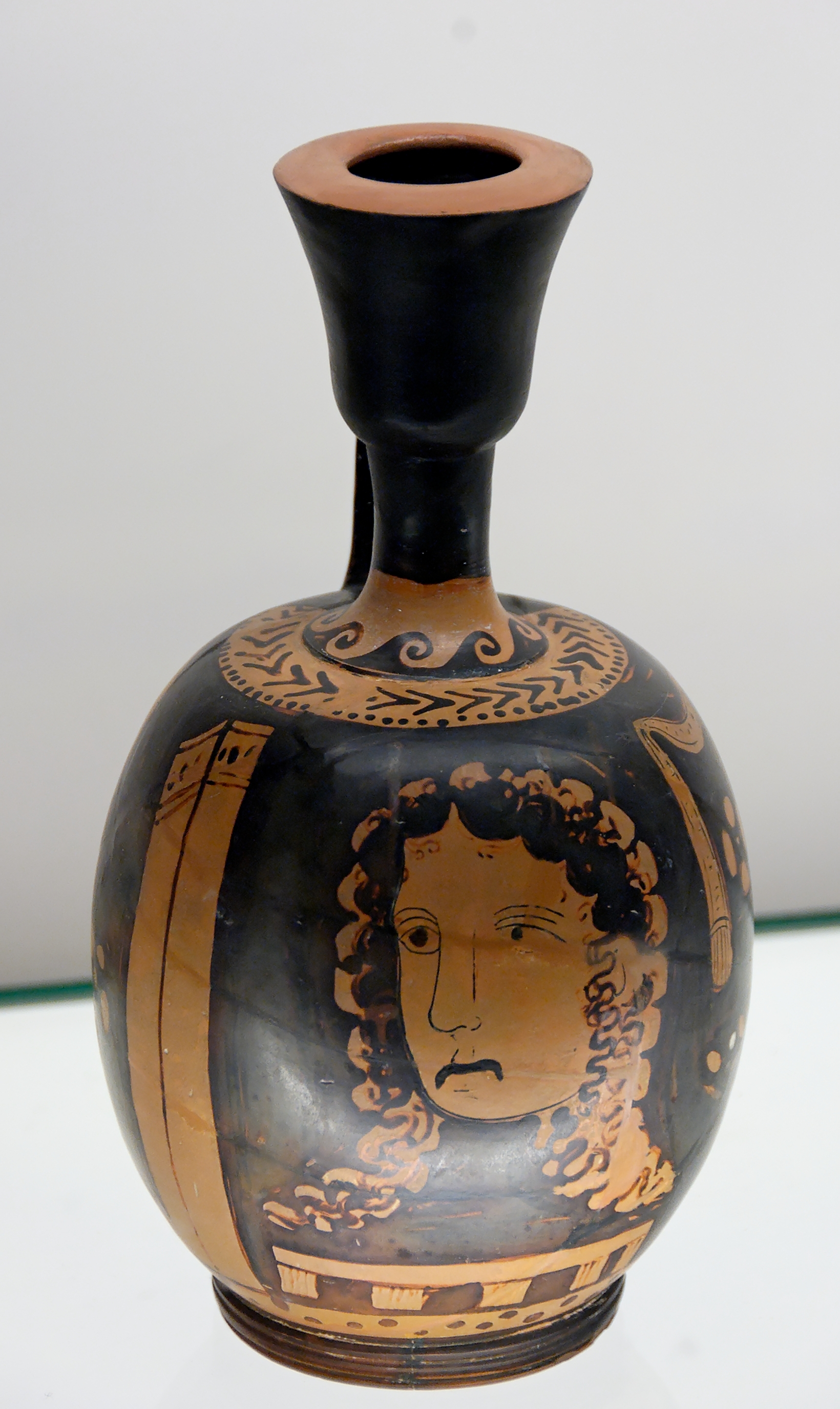
Léküthosz i. e. 350-330

Legszebb, korai vázái nagyon közel állnak az egykorú apuliai edényekhez, de már karrierjének ebben a kezdeti szakaszában is feltűnőek későbbi alkotásait meghatározó stíluselemei. Kedvelte a bonyolult másodlagos díszítményeket (palmetták, lótuszvirágok, meanderek, szvasztikák, szőlőlevelek, tojások, gyöngyök, orsók), amiket feltételezhetően az apuliai volutás-kratérek nyakán és fogója alatt látott.
A késői lukániai vázafestőkhöz képest változatosabb témákat jelenített meg, mitológiai témájú képeket is festett. Ezeken a megszokott Dionüszosz-ábrázolások és kedvenc alakja, Héraklész mellett Oresztész, Apollón, Aphrodité és Akhilleusz is feltűnik. Leggyakoribb szabványfigurái a szárnyas Niké, a repülő Erósz, a hullámos drapériába öltözött nőalak, a kezén egy madarat tartó fiatal férfialak és egy kőhalmon ülő figura. Kedvelte a repülő alakok körül hullámzó, feltűnő drapériákat és felöltözött férfialakjait még egy himatiónba is "becsomagolta", ami a nyaknál egy gallérszerű redőcsomóban végződik. 
A profilban ábrázolt arcoknak az erőteljes orr alatt gyakran hegyes állat rajzolt, a figurák tekintete kezdetben élénk de ahogy rajzkészsége fokozatosan romlott arckifejezésük egyre jobban eltorzult. Egyes figurákat háromnegyedes nézőpontból ábrázolt, kissé előredőlt fejjel. Néhány kisebb jelentőségű munkáját csak egy fejjel vagy egy állatfigurával díszített. 
Bár a Primato-festő hatása a lukániai vázafestészet megszűnéséig érzékelhető volt, követői idejében a művészi színvonal teljesen leromlott és elszigeteltségük miatt nem tudtak továbbfejlődni.  